# Prélature territoriale de Deán Funes

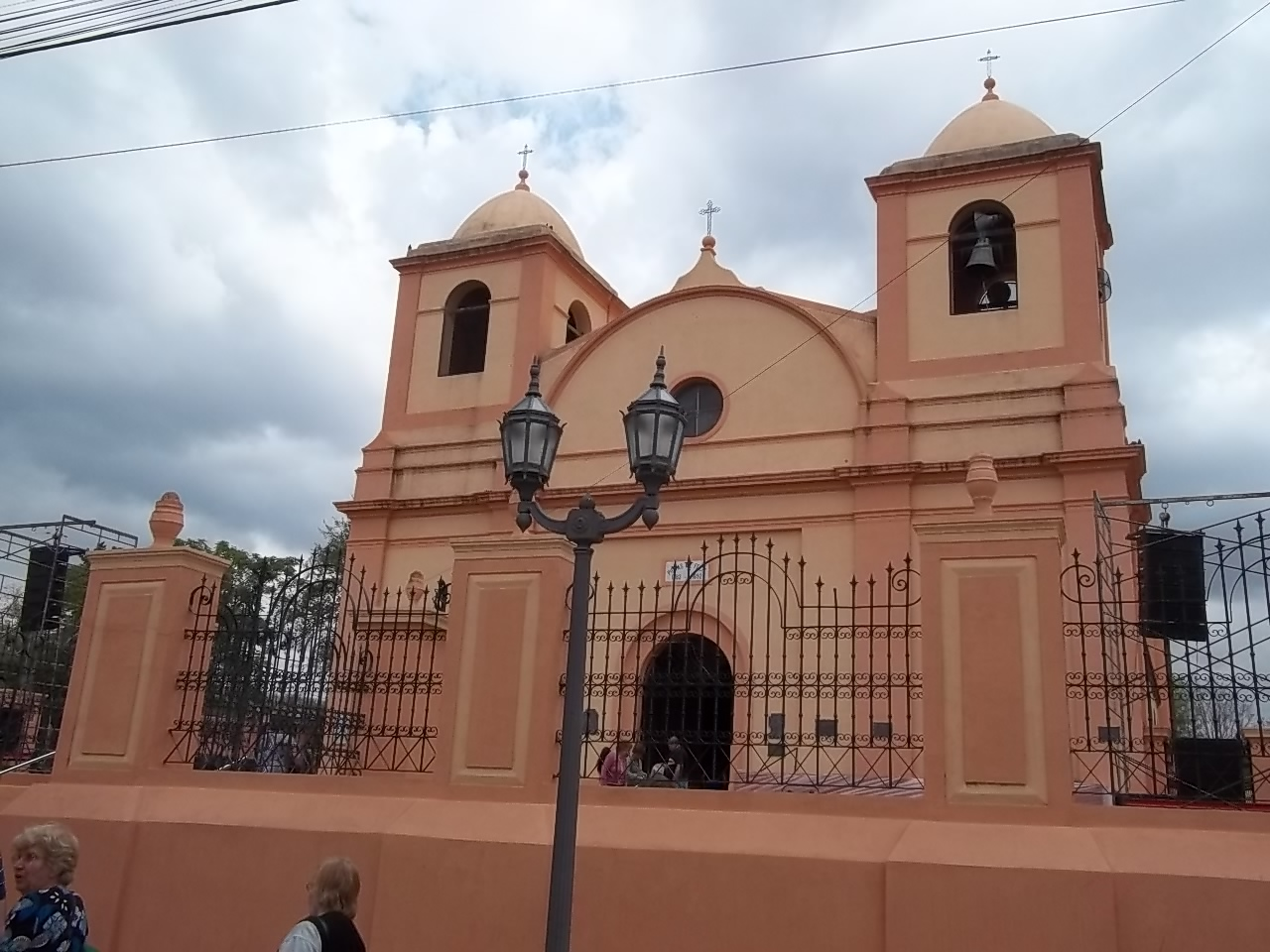

La prélature territoriale de Deán Funes (en latin : Praelatura Territorialis Funesiopolitana ; en espagnol : Prelatura territorial de Deán Funes) est une prélature territoriale de l'Église catholique en Argentine, suffragante de l'archidiocèse de Córdoba.

## Territoire
Il comprend quatre départements de la province de Córdoba : Ischilín, Río Seco, Sobremonte et Tulumba ce qui correspond à un territoire d'une superficie de 28 700 km2 divisé en 9 paroisses.
Le siège épiscopal est dans la ville de Deán Funes où se trouve la cathédrale Notre-Dame-du-Mont-Carmel.

## Historique
La prélature territoriale est érigée le 25 janvier 1980 par la constitution apostolique Cum Episcopus du pape Jean-Paul II en prenant sur le territoire du diocèse de Cruz del Eje.
Par la lettre apostolique Cultum Sanctorum du 3 février 1982, Jean-Paul II confirme que la Vierge Marie honorée sous le vocable de Notre-Dame de la Merci est la patronne principale de la prélature avec saint François Solano comme patron secondaire.

## Évêques
- Ramón Iribarne Arámburu, O. de M (25 janvier 1980 - 2 juillet 1980)
- Lucas Luis Dónnelly Carey, O. de M (30 décembre 1980 - 18 janvier 2000)
- Aurelio José Kühn Hergenreder, O.F.M (18 janvier 2000 - 21 décembre 2013)
- Gustavo Gabriel Zurbriggen (21 décembre 2013 - 21 juin 2023), nommé évêque de Concordia